# Magni Vale
Magni Vale byl italský cvičný a akrobatický letoun. V letech 1935–1937 byly postaveny dva prototypy, kvůli nízkým výkonům však nebyly úspěšné. První prototyp byl zničen při havárii a druhý se dochoval jako muzejní exponát.

## Vývoj a popis

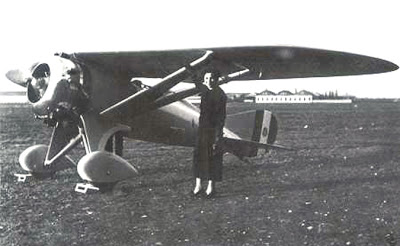
Magni P.M.3/4 Vale v roce 1937

Roku 1934 dokončil italský konstruktér Piero Magni prototyp cvičného a akrobatického letounu P.M.3/1. Aerodynamicky čistý celodřevěný hornoplošník s překližkovým potahem však svými výkony nevzbudil zájem italského letectva a později při jeho havárii zahynul zkušební pilot Mattioli. Magni následně postavil vylepšený model P.M.3/4, který měl kapotovaný podvozek a poháněl jej vzduchem hlazený hvězdicový pětiválec Farina T.58 o výkonu 130 k (96 kW). Letoun byl dokončen roku 1937, ale italské letectvo jej odmítlo kvůli nízkým výkonům a záludným letovým vlastnostem.

## Specifikace

### Technické údaje
- Posádka: 1
- Rozpětí: 8,8 m
- Délka: 5,68 m
- Výška: 2,64 m
- Nosná plocha: 12,64 m²
- Hmotnost prázdného letounu: 540 kg
- Vzletová hmotnost : 765 kg
- Pohonná jednotka: 1× hvězdicový motor Farina T.58
- Výkon pohonné jednotky: 130 k (96 kW)

### Výkony
- Maximální rychlost: 250 km/h
- Dolet: 1000 km
- Dostup: 5000 m